# Gianfranco Parolini
Pour les articles homonymes, voir Parolini.
Gianfranco Parolini est un réalisateur italien né le 20 février 1925 à Rome et mort dans la même ville le 26 avril 2018. Il a également été scénariste, acteur, producteur et monteur.
Il a utilisé de nombreux pseudonymes : Frank Kramer, Cehett Grooper, Robert F. Atkinson, Frank Littlewords, John Francis Scott.

## Biographie
Gianfranco Parolini commence sa carrière comme scripte auprès de Roberto Rossellini pour le film Les Onze Fioretti de François d'Assise. Il passe rapidement à la réalisation tout en continuant de travailler sur les films d'autres réalisateurs. Il tourne énormément de films entre 1961 et 1977. Il touche alors à des genres très variés (peplums, films d'aventure et d'espionnage, westerns spaghetti). Il a notamment travaillé avec Serge Gainsbourg sur deux péplums, Samson contre Hercule et Hercule se déchaîne
Sous le nom de Frank Kramer, il connaît un grand succès commercial avec des westerns spaghetti comme la trilogie Sabata. Après 1977, il ne travaille plus que sporadiquement et il arrête définitivement en 1988.

## Filmographie

### En tant que réalisateur
- 1953 : Il bacio dell'Aurora
- 1954 : François il contrabbandiere (en)
- 1961 : Samson contre Hercule (Sansone)
- 1962 : La Lutte pour Jérusalem (Il vecchio testamento)
- 1962 : Hercule se déchaîne (La furia di Ercole)
- 1962 : Les Derniers jours d'Herculanum (Anno 79 : La distruzione di Ercolano)
- 1963 : Les Dix Gladiateurs (I dieci gladiatori)
- 1964 : Les Diamants du Mékong (Die Diamantenhölle am Mekong) (sous le pseudonyme de Frank Kramer)
- 1964 : Ursus l'invincible (Gli invincibili tre)
- 1965 : Les Frères Dynamite (Johnny West il mancino) (sous le pseudonyme de Frank Kramer)
- 1966 : Le commissaire X traque les chiens verts (Kommissar X - Jagd auf Unbekannt) (sous le pseudonyme de Frank Kramer)
- 1966 : Chasse à l'homme à Ceylan (Kommissar X - Drei gelbe Katzen) (sous le pseudonyme de Cehett Grooper)
- 1966 : Commissaire X dans les griffes du dragon d'or (Kommissar X - In den Klauen des goldenen Drachen) (sous le pseudonyme de Frank Kramer)
- 1966 : Le Triomphe des sept desperadas (Las siete magníficas) (coréalisé avec Sidney W. Pink sous le pseudonyme de Cehett Grooper)
- 1967 : Les Trois Fantastiques Supermen (I fantastici tre supermen) (sous le pseudonyme de Frank Kramer)
- 1967 : Commissaire X : Halte au L.S.D. (Kommissar X - Drei grüne Hunde) (non crédité)
- 1968 : Commissaire X : Trois panthères bleues (de) (Kommissar X - Drei blaue Panther)  (sous le pseudonyme de Frank Kramer)
- 1968 : Sartana (Se incontri Sartana prega per la tua morte) (sous le pseudonyme de Frank Kramer)
- 1969 : Sabata (Ehi amico... c'è Sabata, hai chiuso!) (sous le pseudonyme de Frank Kramer)
- 1969 : Cinq pour l'enfer (Cinque per l'inferno) (sous le pseudonyme de Frank Kramer)
- 1971 : Adios Sabata (Indio Black, sai che ti dico : Sei un gran figlio di...) (sous le pseudonyme de Frank Kramer)
- 1971 : Le Retour de Sabata (È tornato Sabata... hai chiuso un'altra volta) (sous le pseudonyme de Frank Kramer)
- 1972 : À qui le tour ? (Sotto a chi tocca!) (sous le pseudonyme de Frank Kramer)
- 1974 : Un poing, c'est tout (Questa volta ti faccio ricco! )
- 1975 : Trinita, nous voilà ! (Noi non siamo angeli)
- 1976 : Les Impitoyables (Diamante Lobo) (sous le pseudonyme de Frank Kramer)
- 1977 : Yéti, le Géant d'un autre monde (Yeti - Il gigante del 20. secolo) (sous le pseudonyme de Frank Kramer)
- 1987 : Le Secret du temple inca (Alla ricerca dell'impero sepolto) (sous le pseudonyme de Frank Kramer)

### En tant que scénariste
- 1953 : Il bacio dell'Aurora
- 1958 : La Révolte des gladiateurs (La rivolta dei gladiatori) de Vittorio Cottafavi
- 1959 : Quanto sei bella Roma de Marino Girolami
- 1961 : Les Corsaires des Caraïbes (Il conquistatore di Maracaibo) d'Eugenio Martín
- 1961 : Goliath contre les géants (Goliath contro i giganti) de Guido Malatesta
- 1961 : Samson contre Hercule (Sansone)
- 1962 : La Lutte pour Jérusalem (Il vecchio testamento)
- 1962 : Hercule se déchaîne (La furia di Ercole) (en tant que G.F. Parolini)
- 1962 : Les Derniers jours d'Herculanum (Anno 79: La distruzione di Ercolano)
- 1963 :  Spartacus et les Dix Gladiateurs (I dieci gladiatori)
- 1964 : Fontana di Trevi de Carlo Campogalliani
- 1964 : Ursus l'invincible (Gli invincibili tre)
- 1965 : Les Frères Dynamite (Johnny West il mancino) (sous le pseudonyme de Frank Kramer)
- 1965 : Mission spéciale à Caracas de Raoul André
- 1966 : Le commissaire X traque les chiens verts (Kommissar X - Jagd auf Unbekannt) (sous le pseudonyme de Frank Kramer)
- 1966 : Commissaire X dans les griffes du dragon d'or (Kommissar X - In den Klauen des goldenen Drachen) (sous le pseudonyme de Frank Kramer)
- 1967 : Les Trois fantastiques supermen (I fantastici tre supermen)
- 1968 : Commissaire X : Trois panthères bleues (de) (Kommissar X - Drei blaue Panther) (sous le pseudonyme de Robert F. Atkinson)
- 1968 : Sartana (Se incontri Sartana prega per la tua morte)
- 1969 : Sabata (Ehi amico... c'è Sabata, hai chiuso!)
- 1969 : Cinq pour l'enfer (5 per l'inferno) (sous le pseudonyme de Frank Kramer)
- 1969 : Commissaire X et les trois serpents d'or (Kommissar X - Drei goldene Schlangen) de Roberto Mauri (sous le pseudonyme de Robert F. Atkinson)
- 1971 : Adios Sabata (Indio Black, sai che ti dico: Sei un gran figlio di...)
- 1971 : Le Retour de Sabata (È tornato Sabata... hai chiuso un'altra volta) (sous le pseudonyme de Frank Kramer)
- 1972 : À qui le tour ? (Sotto a chi tocca!) (sous le pseudonyme de Frank Kramer)
- 1974 : Un poing, c'est tout (Questa volta ti faccio ricco! )
- 1975 : Noi non siamo angeli
- 1976 : Les Impitoyables (Diamante Lobo) (sous le pseudonyme de Frank Kramer)
- 1977 : Yéti - Le géant d'un autre monde (Yeti - Il gigante del 20. secolo) (sous le pseudonyme de Frank Kramer)
- 1984 : Les Orgies de Caligula (Roma. L'antica chiave dei sensi) de Lorenzo Onorati (sous les noms de Frank Kramer et de J.F. Littlewords)
- 1987 : Le Secret du temple inca (Alla ricerca dell'impero sepolto) (sous le pseudonyme de Frank Kramer)
- 1988 : Les Passions oubliées (Tears in the Rain) de Don Sharp (non crédité)

### En tant qu'acteur
- 1955 : L'Affaire du singe rouge (en) (Little Red Monkey) de Ken Hughes (sous le pseudonyme de Frank Littlewords)
- 1963 :  Spartacus et les Dix Gladiateurs (I dieci gladiatori)
- 1966 : Commissaire X dans les griffes du dragon d'or (Kommissar X - In den Klauen des goldenen Drachen) (sous le pseudonyme de Frank Littlewords)
- 1968 : Commissaire X : Trois panthères bleues (de) (Kommissar X - Drei blaue Panther) (sous le pseudonyme de Frank Kramer)
- 1968 : Sartana (Se incontri Sartana prega per la tua morte) (sous le pseudonyme de John Francis Littlewords)
- 1969 : On the Buses (saison 3, épisode 7 : Mum's Last Fling) de Stuart Allen (sous le pseudonyme de Frank Littlewood)
- 1984 : Les Orgies de Caligula (Roma. L'antica chiave dei sensi) de Lorenzo Onorati (sous le pseudonyme de John Francis Littlewords)
- 1987 : Le Secret du temple inca (Alla ricerca dell'impero sepolto) (sous le pseudonyme de John Francis Scott)

### En tant que producteur
- 1974 : Un poing, c'est tout (Questa volta ti faccio ricco! )
- 1977 : Yéti - Le géant d'un autre monde (Yeti - Il gigante del 20. secolo)
- 1984 : Les Orgies de Caligula (Roma. L'antica chiave dei sensi) de Lorenzo Onorati (sous le pseudonyme de Frank Kramer)
- 1987 : Le Secret du temple inca (Alla ricerca dell'impero sepolto)

### En tant que monteur
- 1969 : Cinq pour l'enfer (5 per l'inferno) (non crédité)
- 1971 : Adios Sabata (Indio Black, sai che ti dico : Sei un gran figlio di...) (non crédité)
- 1971 : Le Retour de Sabata (È tornato Sabata... hai chiuso un'altra volta) (non crédité)

### Autres crédits
- 1950 : Les Onze Fioretti de François d'Assise (Francesco, giullare di Dio) de Roberto Rossellini (scripte)
- 1952 : Le Petit Monde de don Camillo (Don Camillo) de Julien Duvivier (scripte)
- 1954 : La Fille de Mata-Hari (La figlia di Mata Hari) de Renzo Merusi et Carmine Gallone (assistant réalisateur)
- 1958 : La Révolte des gladiateurs (La rivolta dei gladiatori) de Vittorio Cottafavi (assistant réalisateur)
- 1961 : Les Corsaires des Caraïbes (Il conquistatore di Maracaibo) d'Eugenio Martín (directeur artistique)
- 1961 : Goliath contre les géants (Goliath contro i giganti) de Guido Malatesta (chef décorateur)
- 1966 : Commissaire X dans les griffes du dragon d'or (Kommissar X - In den Klauen des goldenen Drachen) (compositeur)